# Madeleine Giese
Madeleine Giese (* 1960 in Lebach) ist eine deutsche Schauspielerin, Hörspiel-, Bühnen- und Romanautorin.

## Leben
Madeleine Giese absolvierte nach dem Abitur eine Ausbildung zur Schauspielerin an der Hochschule für Musik und Darstellende Kunst Frankfurt am Main. Nach Engagements an Theatern in Bamberg, Bruchsal, Esslingen, Memmingen, Regensburg und Saarbrücken verlegte sie ihr Haupttätigkeitsfeld auf das Schreiben und arbeitet seit 2002 freiberuflich als Autorin. Neben Kriminalromanen und Bühnenstücken für Krimidinners schrieb Giese auch mehrere Folgen der Reihe Radio-Tatort.
Madeleine Giese ist mit dem Schauspieler Rainer Furch verheiratet und lebt in Kaiserslautern.

## Hörspiele

### Als Autorin
- 2009: Kein Feuer so heiß. Regie: Stefan Dutt (Radio-Tatort 18, Produktion: SR)
- 2009: Der Garten der Kaiserin. Regie: Harald Krewer, Produktion: SR
- 2012: Der lachende Tod. Regie: Stefan Dutt (Radio-Tatort 49, Produktion SR)
- 2014: Totentanz. Regie: Stefan Dutt (Radio-Tatort 74, SR)
- 2016: Aladins Wunderlampe. Regie: Stefan Dutt (Radio-Tatort 105, Produktion: SR)
- 2017: Wo fängt die Wand an? Regie: Martin Zylka, Produktion: SR
- 2018: Lange Schatten. Regie: Matthias Kapohl (Radio-Tatort 120, Produktion: SR)
- 2020: Wetterleuchten. Regie: Matthias Kapohl (Radio-Tatort 143, Produktion SR)
- 2022: Im Dunkeln. Regie: Matthias Kapohl (Radio-Tatort 165, Produktion SR)

### Als Sprecherin
- 2015: Radio-Tatort (Folge: In fremder Erde) – Autor: Erhard Schmied – Regie: Stefan Dutt

## Schriften
- 2004: Die letzte Rolle, Kriminalroman, Rowohlt Verlag, Reinbek, ISBN 3-499-23487-4
- 2004: Das Spiel heißt Mord, Kriminalroman, Rowohlt Verlag, Reinbek, ISBN 3-499-23488-2
- 2006: Die Antiquitätenhändlerin, Kriminalroman, Rowohlt Verlag, Reinbek, ISBN 978-3-499-24243-4
- 2008: Der kleine Tod, Kriminalroman, Aufbau-Verlag, Berlin, ISBN 978-3-7466-2436-5
- 2010: Nachtvogelflug, Kriminalroman, Aufbau-Verlag, Berlin, ISBN 978-3-7466-2610-9
- 2014: Galgenheck, Roman, Conte Verlag, St. Ingbert, ISBN 978-3-95602-020-9

## Bühnenstücke
- Mord à la carte: Seitensprung
- Mord à la carte: Bar jeder Vernunft
- Mord à la carte: Familienbande
- Mord à la carte: Zum Nachtisch "Blauer Eisenhut"

## Filmografie
- 2001: Mein Bruder der Vampir
- 2006: Tatort – Aus der Traum